# SH902iS
FOMA SH902iS（フォーマ・エスエイチ きゅう まる に アイ・エス）は、シャープによって開発された、NTTドコモの第三世代携帯電話 (FOMA) 端末製品である。

## 概要
902iSシリーズとして最初に発売された。外部メモリーはminiSD（2GBまで：ドコモ発表。それ以上は自己責任）対応である。カメラ性能はCCD約320万画素。テレビ電話用のサブカメラはCMOS約11万画素。従来まで二軸回転の変形スタイルを採用していたシャープは一挙転換、一軸の折りたたみスタイルへ戻り、サブ画面も復活した。サブ画面は液晶ではなく有機ELで、青色の単色発光となっている。またサブ画面の部分には反射性のあるアクリル板が貼られており、アクリル板を透過する形で発光する。サブ画面の部分は鏡としての利用が可能であるが、反射質なので、非常に明るい環境ではサブ画面に表示してある内容が見辛いという難点もある。SH901iSで採用されたが次のSH902iでは採用されなかったアルミニウムのパネルが復活し、SH901iSと同様に背面のみがアルミニウムとなっている。音楽機能はSDオーディオ(AAC)を搭載していて連続22時間再生できる。
この端末のボタンは黄緑色に光り、明るい場所では光らないようにすることもできる。また、メインディスプレイの明るさを周囲の明るさに合わせて変えるようにすることもできる。
iアプリは「みんなのGOLF モバイル2 for SH」、「Gガイド番組表リモコン」、「電子マネーEdy」、「ケータイクレジットiD」、「DCMXクレジットアプリ」を搭載。
902iSシリーズの共通機能として、1.7GHz帯の対応、DCMXアプリのプリセット、着もじ、おまかせロック、外部メモリへのコンテンツ移行、デコメール署名、電話帳預かりサービス、パケット通信中のテレビ電話対応等がある。

## 歴史
- 2006年3月17日: 技術基準適合証明 (TELEC) による審査を通過（認定番号: ）。
- 2006年4月3日: 電気通信端末機器審査協会 (JATE) による審査を通過（認定番号: ）。
- 2006年5月11日: D902iS・F902iS・N902iS・P902iS・SH902iS・SO902iWP+・DOLCE SL (SH902iSL) ・N902iX HIGH-SPEEDの開発が発表。
- 2006年5月30日: SH902iS 発売開始。

## 不具合
2006年7月24日にDoCoMoから文章入力中に特定の文字列を入力するとフリーズや再起動が起こる不具合の発生が発表され、預かり修理による対応が行われるに到った。搭載されている日本語入力システムのケータイShoin4に起因する。